# Старомихайлівка
Старомиха́йлівка — селище Донецької міської громади Донецького району Донецької області, Україна. Розташоване за 20 км від Донецька; 5,4 тис. мешканців (2013).

## Географічне розташування
Селище міського типу Старомихайлівка розташоване на обох берегах річки Лозова, за 12 км на північний схід від районного центру.
На заході межує з містом Красногорівка. На сході Старомихайлівка безпосередньо (через вулицю) межує з Кіровським та Петровським районами Донецька, зокрема з селищем шахти ім. Є. Т. Абакумова, де видобувають вугілля.
Також межує із територією с-ща. Лозове Ясинуватському районі Донецької області.

## Символіка
Бик у поєднанні із зеленим полем символізує м’ясо-молочне тваринництво та виробництво зернових, основні галузі сільського господарства у селі. Друга половина щита символізує собою промислову частину Старомихайлівки. Червоне поле, що відділяється від зеленого срібними цеглинами, символізує процес видобутку глини на місцевому кар'єрі (схрещені кирки); виготовлення цегли від формування до відпалювання (червоний колір поля) та вже готову продукцію Старомихайлівського цегельного заводу (срібні цеглини).

## Історія
Старомихайлівка заснована в 1747 році. Засновник — Михайло Мацагор. Спочатку називалася Михайлівка.
1 серпня 2014 року Старомихайлівка в ході антитерористичної операції звільнена від проросійських терористів українськими військами.
Станом на 14 вересня — під контролем проросійських бойовиків.
4 грудня РНБО повідомляє, що 1 грудня при взаємодії зі Збройними силами України український партизанський загін знищив на фермі поблизу Старомихайлівки до 50 бойовиків.

## Населення

### Мова
Розподіл населення за рідною мовою за даними перепису 2001 року:
| Мова            | Кількість | Відсоток |
| --------------- | --------- | -------- |
| українська      | 3862      | 72.42%   |
| російська       | 1454      | 27.26%   |
| вірменська      | 7         | 0.13%    |
| білоруська      | 4         | 0.08%    |
| болгарська      | 1         | 0.02%    |
| інші/не вказали | 5         | 0.09%    |
| Усього          | 5333      | 100%     |

За даними перепису 2001 року населення смт становило 5333 осіб, із них 72,42 % зазначили рідною мову українську, 27,26 % — російську, 0,13 % — вірменську, 0,08 % — білоруську, 0,02 % — болгарську та гагаузьку мови.

## Уродженці
- Кузнецова (Віта) Вікторія Антонівна (нар. 1927) — українська поетеса, прозаїк, перекладачка, член Національної спілки письменників України (1963).

## Економіка
У Старомихайлівці є піщаний кар'єр і цегельний завод.

## Транспорт
За 5 км від Старомихайлівка знаходиться залізнична станція Донецької залізниці «Красногорівка», розташована на лінії Рутченкове — Покровськ. За 4 км від села є платформа Старомихайлівка, колишня станція, в народі раніше називалася «Розбита».

## Пам'ятки
У Старомихайлівці знаходиться Покровський храм. Поруч із Старомихайлівкою розташовано ентомологічний заказник місцевого значення «Старомихайлівський».

## Джерело
- Сили АТО звільнили Красногорівку і Старомихайлівку Донецької області